# Hassan Al Mulla
Hassan Al Mulla (en árabe: حســـن الملا, Doha, 1951) es un pintor surrealista catarí.

## Biografía
Comenzó a pintar desde niño y estudió bellas artes en la Universidad de Bagdad.
Ha participado en varias exposiciones individuales y colectivas y trabaja en la actualidad como profesor en la Universidad de Catar.
Ha sido director del departamento de cultura y artes y vicepresidente de la Sociedad Catarí de Rehabilitación para Personas con Necesidades Especiales.